# الرعاية الصحية في أستراليا

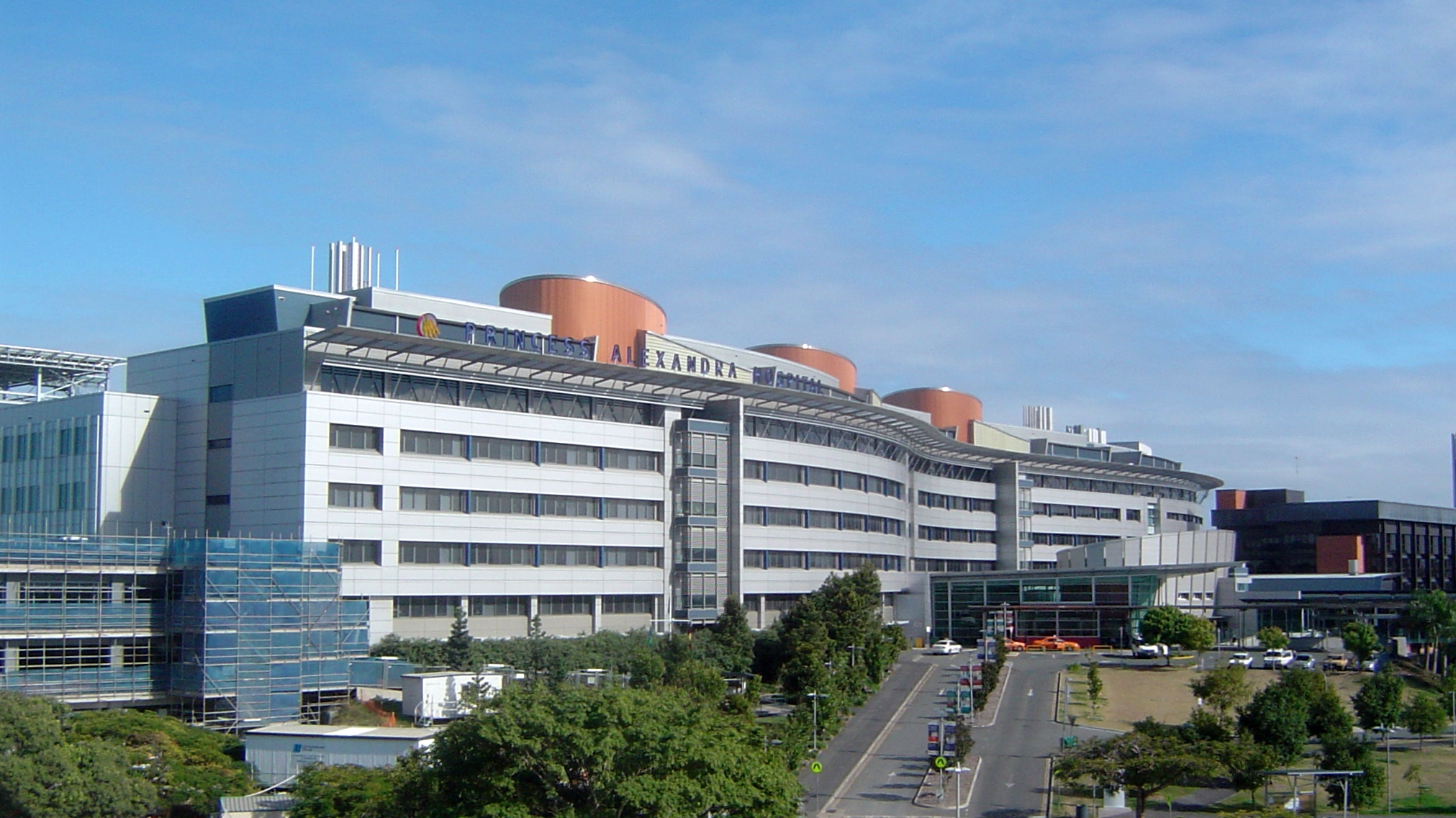

تتمتع أستراليا ببنية رعاية صحية متطورة للغاية، ولكن نظرًا لمساحتها الواسعة، فإن الخدمات ليست موزعة بالتساوي. تُقدم الرعاية الصحية في أستراليا من قبل الشركات الحكومية والخاصة وتغطيها تأمينات برنامج الرعاية الطبية أغلب الأحيان. تُموّل الرعاية الصحية في أستراليا إلى حد كبير من قبل الحكومة على المستويات الحكومية الوطنية والولائية والمحلية، وكذلك التأمينات الصحية الخاصة، وتتحمل المنظمات غير الربحية أيضًا تكلفة الرعاية الصحية، مع وجود كلفة محددة يتحملها الأفراد المرضى أو الجمعيات الخيرية. تُقدم بعض الخدمات من قبل متطوعين، وبالأخص خدمات الصحة العقلية والخدمات عن بعد.
يغطي برنامج الرعاية الطبية للتأمين الذي تديره الحكومة الفيدرالية معظم تكلفة خدمات الرعاية الصحية الأولية وقطاعها. توفر الحكومة غالبية الإنفاق (67%) عبر برنامج الرعاية الطبية وغيره. ويساهم الأفراد بأكثر من نصف التمويل غير الحكومي.
الرعاية الطبية هي برنامج رعاية صحية شاملة أحادية الدافع يغطي جميع المواطنين الأستراليين والمقيمين الدائمين، مع وجود برامج أخرى تغطي مجموعات معينة، مثل المحاربين القدامى والأستراليين الأصليين، وتغطي خطط التأمين الإلزامي المختلفة الأذيات الشخصية الناتجة عن حوادث العمل والمركبات. تموّل الرعاية الطبية عبر الضرائب، والتي تقدر حاليًا بنحو 2% من دخل السكان الخاضع للضريبة على دخل معين. يدفع أصحاب الدخل المرتفع ضريبة إضافية (تدعى ضريبة الرعاية الطبية الإضافية) إذا لم يكن لديهم تأمين صحي خاص. يمكن للسكان ممن يعانون من حالات طبية معينة، والمقيمين الأجانب، وبعض أصحاب الدخل الضئيل، ومن ليسوا مؤهلين للحصول على فوائد الرعاية الطبية، أن يتقدموا بطلبات للحصول على إعفاء من دفع الضريبة، يمكن لبعض أصحاب الدخل الضئيل أن يتقدموا بطلبات لتخفيض الضريبة.
في عام 1999، قدمت حكومة هوارد نظام خصم التأمين الصحي الخاص، ساهمت الحكومة بموجبه بما يصل إلى 30% من أقساط التأمين الصحي الخاص للأشخاص الذين يشملهم برنامج الرعاية الطبية. تعد الرعاية الطبية، شاملةً هذه الخصومات، المكون الأساسي لإجمالي ميزانية الصحة في كمنولث، شاغلةً ما يقارب 43% من الإجمالي. قُدرت تكلفة البرنامج بنحو 18.3 مليار دولار في عامي 2007 و2008. في عام 2009، وقبل ظهور استطلاعات الموارد المالية، قُدر خصم التأمين الصحي الخاص بنحو 4 مليارات دولار، أي حوالي 20% من إجمالي الميزانية. كان من المتوقع أن يرتفع الرقم الإجمالي بنسبة 4% سنويًا تقريبًا بالقيمة الحقيقية في عام 2007. في عامي 2013 و2014، بلغت نفقات الرعاية الطبية 19 مليار دولار ومن المتوقع أن تصل إلى 23.6 مليار دولار في عامي 2016 و2017. في 2017/18، بلغ إجمالي الإنفاق الصحي 185.4 مليار دولار، أي ما يعادل 7,485 دولارًا للفرد الواحد، بزيادة قدرها 1.2%، وذلك أقل من متوسط العقد البالغ 3.9%. ذهب معظم الإنفاق الصحي إلى المستشفيات (40%) والرعاية الصحية الأولية (34%). يمثل الإنفاق الصحي 10% من مجمل النشاط الاقتصادي.
قد تُغطى التكاليف الطبية لزوار أستراليا بموجب اتفاقية صحية متبادلة أو عبر تأمين السفر. يمكن للأشخاص الذين لا يشملهم نظام الرعاية الطبية أو الراغبين في الحصول على تغطية للتكاليف الطبية أو تكاليف المستشفى العينية، أن يحصلوا على تأمين صحي خاص طوعي، تدعمه أيضًا الحكومة الفيدرالية، يسمى «خصم التأمين الصحي الخاص». إلى جانب برنامج الرعاية الصحية، هناك برنامج فوائد صيدلانية منفصل، تموله الحكومة الفيدرالية، والذي يقدم بشكل كبير مجموعة من الأدوية الموصوفة.
يدير وزير الصحة الفيدرالي السياسة الصحية الوطنية الأسترالية، وتدير حكومات الولايات والأقاليم (عبر وكالات مثل كوينزلاند هيلث) عناصر الرعاية الصحية في المناطق التابعة لها، مثل عمل المستشفيات العامة وخدمات الإسعاف. شهد نموذج تمويل الرعاية الصحية في أستراليا استقطابًا سياسيًا، إذ كانت الحكومات حاسمة في صياغة سياسة الرعاية الصحية الوطنية.

## إحصائيات
في عامي 2005 و2006، كان لدى أستراليا (وسطيًا) طبيب واحد لكل 322 شخصًا وسرير مستشفى واحد لكل 244 شخصًا. في التعداد الأسترالي لعام 2011، سُجل 70,200 فرد من الممارسين الطبيين (بما في ذلك الأطباء والممارسين الطبيين المتخصصين) و257,200 ممرضة قيد العمل آنذاك. في عام 2012، سجل المعهد الأسترالي للصحة والرعاية بيانات تظهر معدلًا قدره 374 ممارسًا طبيًا لكل 100,000 فرد من السكان. أفادت الدراسة نفسها معدلًا قدره 1,124 ممرضة وقابلة لكل 100,000 من السكان.
كما هو الحال في العديد من البلدان حول العالم، هناك نقص في أعداد المتخصصين الصحيين في أستراليا على الرغم من نمو القوى العاملة الصحية في السنوات السابقة. بين عامي 2006-2011، ارتفع معدل القوى العاملة الصحية بنسبة 22.1%، وانعكس ذلك في زيادة الأعداد من 956,150 إلى 1,167,633.
في عينة من 13 دولة متقدمة، احتلت أستراليا المركز الثامن في استخدام سكانها المرجح للأدوية من 14 فئة في عام 2009 وأيضًا في عام 2013. اختيرت الأدوية التي أجريت عليها الدراسة على أساس أن الحالات التي عولجت كان معدل الوقوع والانتشار و/أو الوفاة فيها عاليًا، وتسببت في مراضة هامة على المدى الطويل وتكبدت مستويات كبيرة من الإنفاق وأحدثت تطورات كبيرة في الوقاية أو العلاج في السنوات العشر الأخيرة. لاحظت الدراسة وجود صعوبات كبيرة في المقارنة العابرة للحدود لاستخدام الأدوية.
كانت نسبة الإنفاق الصحي في أستراليا إلى الناتج المحلي الإجمالي (9.5% تقريبًا) في 2011-2012 أعلى بقليل من المتوسط مقارنة ببلدان منظمة التعاون الاقتصادي والتنمية الأخرى.

## الرعاية الطبية
تتمتع أستراليا بنظام رعاية صحية شامل، يموله في المقام الأول نظام الرعاية الطبية أو ميديكير (بالإنجليزية: Medicare)‏، والذي يمول بدوره جزئيًا من ضريبة الرعاية الطبية البالغة 2% (مع وجود استثناءات لأصحاب الدخل الضئيل)، وتغطي الحكومة أي نقص من الإيرادات العامة.
يشمل المبلغ الذي يدفعه برنامج الرعاية الطبية ما يلي:
1. تكاليف صحة المرضى بناءً على جدول فوائد الرعاية الطبية.[15] عادة، يغطي نظام الرعاية الطبية كامل رسوم الممارس العام، و85% من رسوم المتخصصين والخدمات الأخرى، إذا كنت مريضًا خاصًا في مستشفى عام أو خاص، تغطي الرعاية الطبية 75% من الرسوم. لن يتحمل كلا نوعي المرضى، الخاص والعام، الذين عولجوا في مستشفى عام النفقات العينية. في النظام الخاص المذكور أعلاه، يغطي برنامج الرعاية الطبية 75% من رسوم الخدمات المقدمة، ولكن نظرًا إلى أن العديد من الأطباء المحترفين يتقاضون أكثر من سقف رسوم الرعاية الطبية، فقد يتحمل المرضى التكاليف العينية التي تتجاوز ما ينص عليه جدول فوائد الرعاية الطبية.[16]
2. قد يحق للمرضى الحصول على امتيازات أو فوائد أخرى.[17]
3. قد يحق للمرضى الحصول على المزيد من الفوائد بمجرد تجاوزهم ما يسمى عتبة صافي الأمان، بناءً على إجمالي الإنفاق الصحي للعام.[17]

يبلغ الإنفاق الحكومي على الرعاية الصحية حوالي 67% من الإجمالي، أي أقل من متوسط إنفاق منظمة التعاون الاقتصادي والتنمية البالغ 72%.
يتحمل المريض ما يتبقى من التكاليف الصحية (تسمى التكاليف العينية أو المشاركة في التسديد)، ما لم يختر مقدم الخدمة استخدام الفواتير الموحدة، وفرض الرسوم المجدولة فقط، وإبقاء المريض دون تكاليف عينية. في حال عدم تغطية خدمة معينة، مثل طبابة الأسنان ونقل سيارات الإسعاف (باستثناء كوينزلاند وتازمانيا، حيث تغطي حكومة الولاية كلفة تنقل سيارات الإسعاف)، يجب على المرضى دفع المبلغ بالكامل، ما لم يكن لديهم بطاقة رعاية صحية، ما قد يمنحهم حق الوصول المدعوم. قد يغطي التأمين الصحي الخدمات التي لا يغطيها برنامج الرعاية الطبية كليًا أو جزئيًا.